# Боярська рада
Боярська р́ада — в часи Давньоруської держави — вища рада при князеві, що складалася з представників земського боярства (старців градських - потомків місцевої родоплемінної знаті), княжої дружини (княжих мужів, думців), а згодом також духовенства (митрополита, єпископів). У компетенції Боярської ради був розгляд і обговорення питань законодавства, внутрішньої та зовнішньої політики, державного устрою, релігії. Рішення її мали дорадчий характер.
Боярська рада не мала постійного складу, засідання її скликалися князем у необхідних випадках. Особливо зросла роль Боярської ради в період феодальної роздробленості. Вона стала свого роду феодальною курією (радою феодалів) сеньйора - великого чи удільного князя з його васалами, що користувалися певною політичною самостійністю. У 12 сторіччі до її складу входили основні урядовці княжого двору: двірський, печатник, стольник, мечник, скарбник, а також представники княжої адміністрації на місцях -тисяцькі, посадники, воєводи. Звичайно число членів Боярської ради було незначним.
В різних землях Київської Русі її роль суттєво відрізнялася: на півночі, в Новгороді, перше місце займало віче, на центральних землях – князь, на західних – у Галицькій землі їй належало важливе місце в управлінні державою. У Великому князівстві Московському й згодом у Московському царстві відома як Боярська дума, була замінена у 1711 році московський царем Петром І Сенатом.